# Bosse (anatomie animale)
Pour les articles homonymes, voir Bosse.
Une bosse est une excroissance s'élevant sur le dos de bovins (notamment le zébu) et camélidés (plus précisément le dromadaire et le chameau de Bactriane, ce dernier en ayant deux). Structure physiologique principalement faite de graisse, cette réserve énergétique permet à l'animal une adaptation aux rigueurs des saisons sèches et des périodes de disette.

## Biologie
Une idée populaire voudrait que la bosse soit remplie d'eau, mais c'est en réalité erroné. 
La bosse est constituée de tissus conjonctifs qui se remplissent de graisse lorsque l'animal a de la nourriture en abondance.

## Animaux à bosse

### Bovins

#### Le zébu

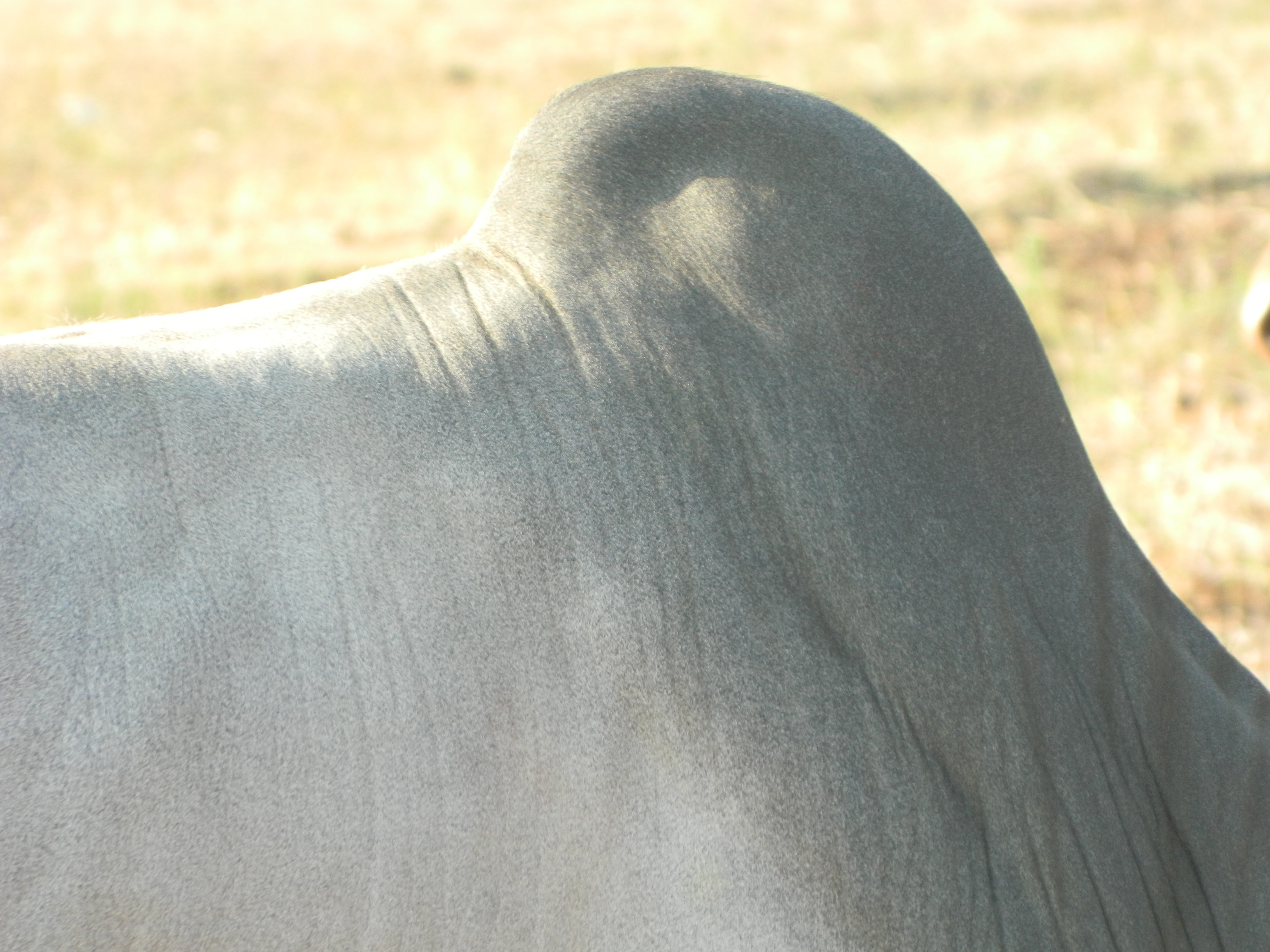
Détail d'une bosse de zébu.

Chez certaines espèces de zébu, la bosse est tombante et chez d'autres la bosse se tient droite.
À Madagascar, la bosse du zébu est considérée comme un morceau de choix, et souvent utilisée dans les rites du culte des ancêtres (par exemple, lorsqu'une famille abat un zébu, elle conserve une partie de la bosse jusqu'au fandroana suivant) ; c'est également un présent traditionnel fait aux parents de la mariée, et elle est un élément important de nombreuses autres traditions. Au cours de la diversification alimentaire du nourrisson, il s'agit d'un des premiers aliments qu'on lui donne.
Elle possède de hautes qualités nutritives.

#### Le bison

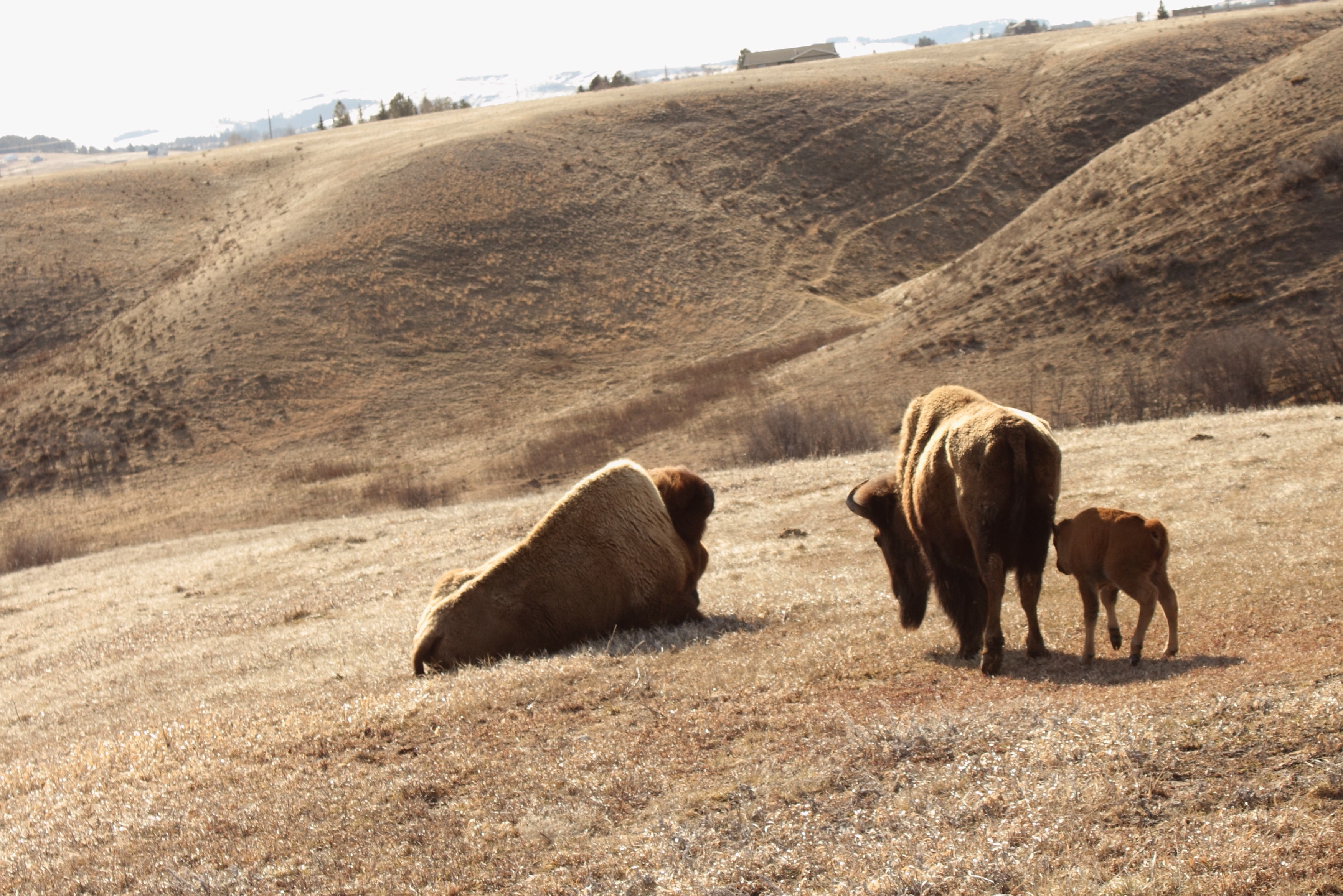
Famille de bisons : la « bosse » des deux adultes est bien visible.

Bien que le bison ait une excroissance sur le dos, il ne s'agit pas d'une bosse comparable à celle du zébu, puisqu'elle est essentiellement constituée de muscles.

### Camélidés
Les bosses des camélidés sont constituées de tissus adipeux. Elles sont de taille variable en fonction de l'époque de l'année et de l'abondance de la nourriture ingérée ; pleines et pointues lorsque l'animal est bien nourri, elle rétrécissent en cas de manque de nourriture. Elles basculent alors sur le côté et ballotent lorsque le camélidé se déplace (dans le cas du chameau, elles peuvent pencher du même côté ou des deux côtés). Les bosses dressées et denses permettent ainsi d'identifier que le chameau est bien nourri.
La graisse contenue dans une bosse ne se désagrège pas dans l'eau, comme on le pensait autrefois, mais joue un rôle de réserve de nourriture pour l'organisme. Elle sert également pour l'isolation thermique du corps du chameau, s'accumulant avant tout sur l'échine, qui est la partie la plus exposée au soleil. Si la graisse était également répartie sur le corps, elle gênerait la régulation thermique de l'organisme.
La graisse de bosse de chameau est aussi un produit alimentaire important. Dans différents endroits du monde, on la mange crue immédiatement après l'abattage, quand elle est encore chaude (c'est alors considéré comme un régal), mais une fois refroidie, elle est bonne à jeter.

#### Le dromadaire
Au cours de son développement, le fœtus du dromadaire commence par avoir deux bosses, qui fusionnent pendant la gestation.

#### Le chameau de Bactriane

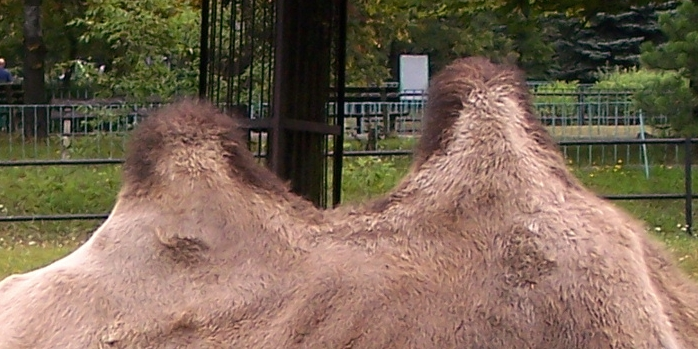
Bosses d'un chameau.

La graisse du chameau de Bactriane est concentrée dans sa bosse, c'est pourquoi la viande de chameau est considérée comme maigre.
La présence de deux bosses facilite beaucoup l'embâtage, et permet également à un cavalier de se tenir sans difficulté dans le creux entre elles (c'est pour cette raison qu'il n'est pas obligatoire d'utiliser une selle pour monter un chameau, même si le harnachement habituel en comprend une). La distance entre les bosses est de 30 cm, ce qui laisse suffisamment de place pour un cavalier.
À elles deux, les bosses du chameau peuvent représenter une masse de graisse allant jusqu'à 150 kg.

#### Le turkoman

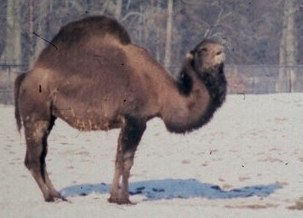
Turkoman au zoo de Whipsnade. Sa bosse est plus large que celle du dromadaire.

Comme le dromadaire, le turkoman n'a qu'une bosse, mais elle est plus large, de la taille de deux bosses du chameau fusionnées, parfois séparées par un petit creux.

### Autres bosses
D'autres animaux présentent une bosse, sans pour autant qu'elle ait une fonction de réserve énergétique. C'est le cas du grizzli, dont la bosse est en réalité un muscle.
Quant à la baleine à bosse, elle doit probablement plus son nom à son aileron et à la forme de son dos qu'à une vraie bosse.

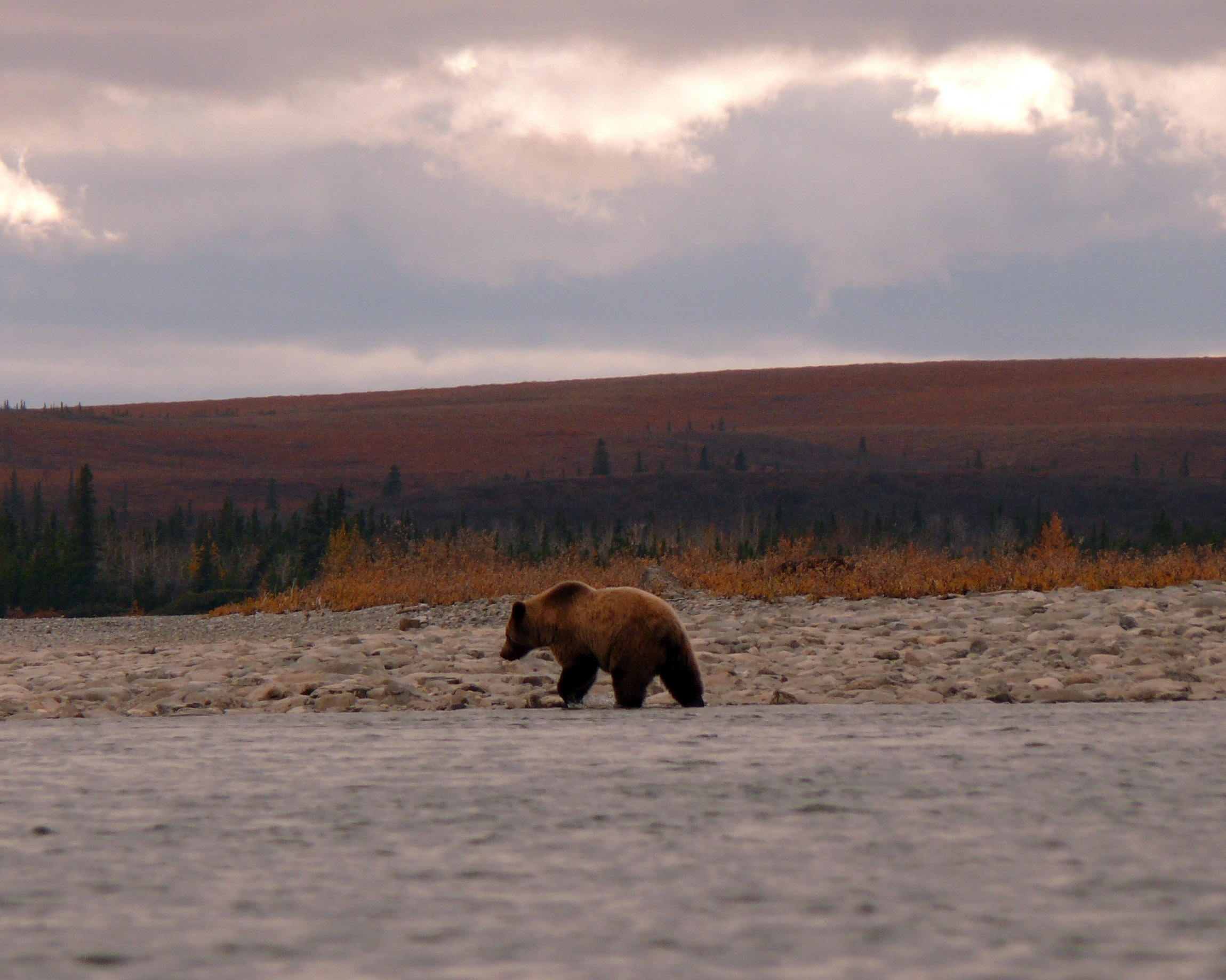
Grizzli.
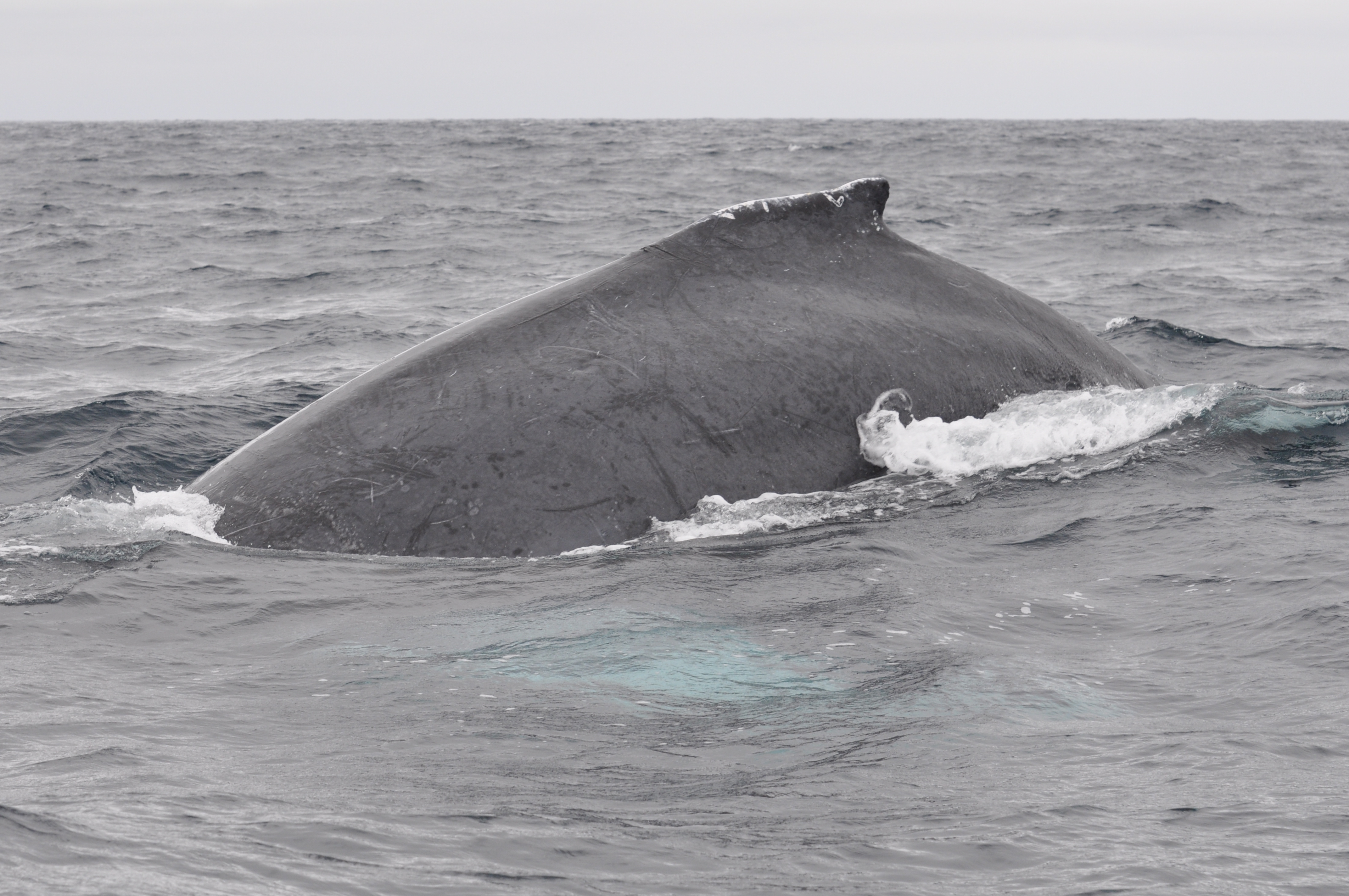
Dos d'une Baleine à bosse.

## Dans la culture

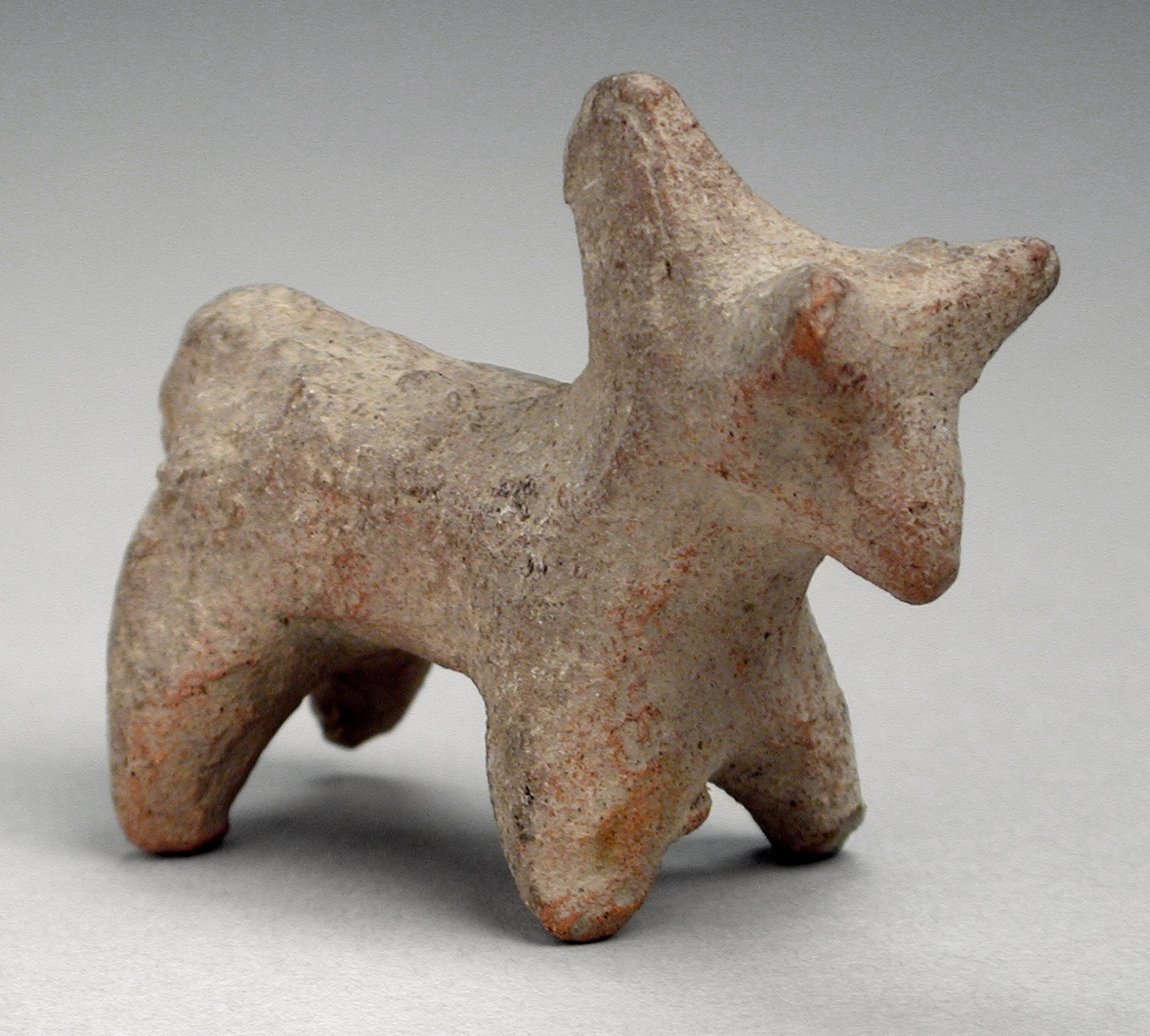
Représentation d'un bovin à bosse trouvée au Pakistan et datant d'entre 2600 et 2800 avant notre ère.

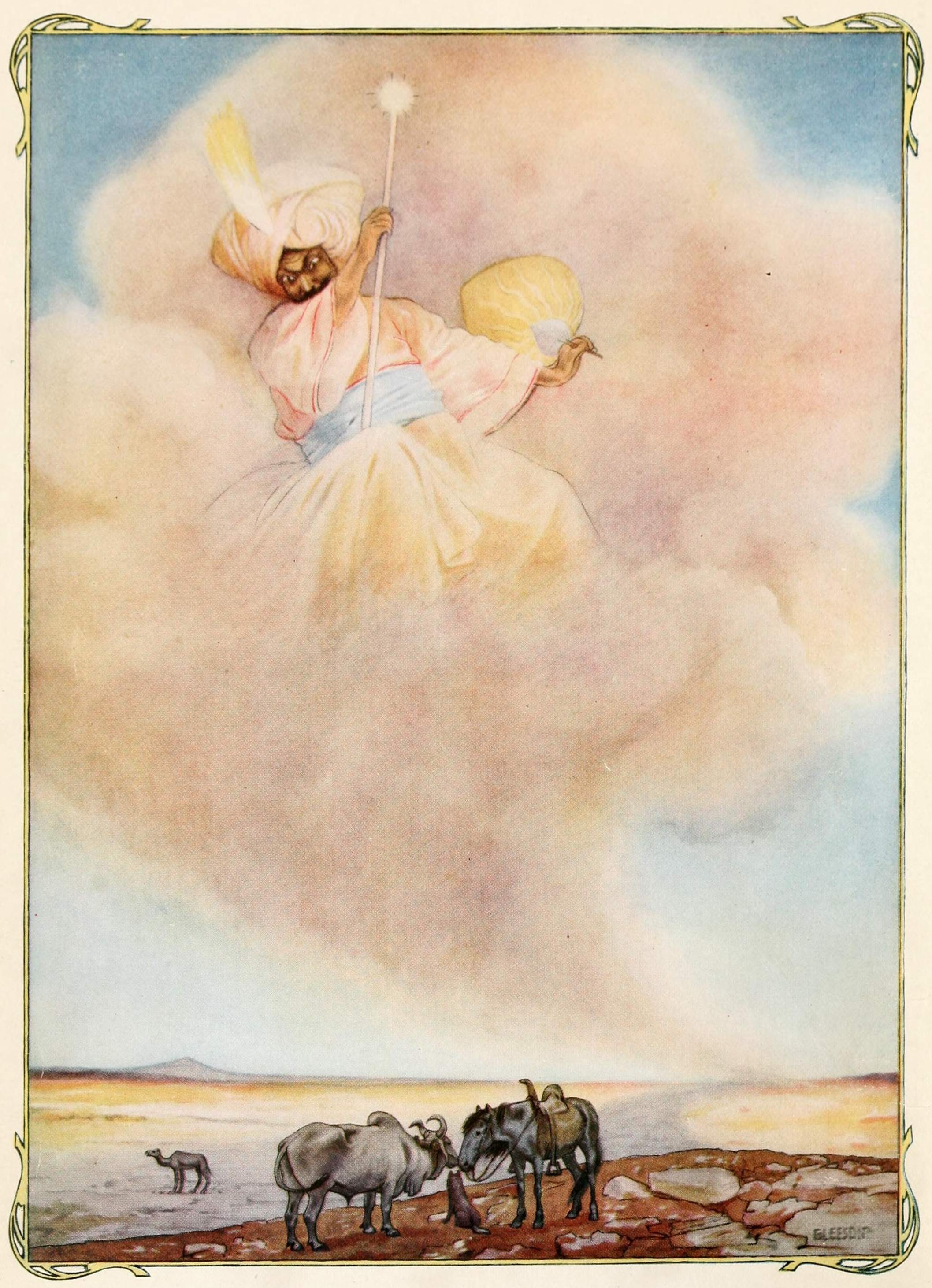
Illustration de l'histoire Comment le chameau eut sa bosse, 1912.

La bosse du chameau a inspiré à Rudyard Kipling l'histoire Comment le chameau acquit sa bosse (anglais : How the Camel got his Hump) du recueil des Histoires comme ça.
Dès le troisième millénaire avant notre ère, les animaux à bosse ont été représentés par les hommes.